# Agathyrnum
Agathyrnum era un'antica città sicula della Sicilia nord-orientale fondata dal mitologico re Agatirso, figlio di Eolo, e fratello di Xuto, come afferma Diodoro Siculo. 
La città aveva il controllo di un'area chiamata Agathurnitis. Durante la seconda guerra punica, nel 215 a.C. essa si allea con i Cartaginesi, mandando mille soldati alla città punica.
Nel 210 a.C. la città, seppure parte della provincia siciliana, diviene un presidio anti-romano, dove vigeva la più totale anarchia; sede di briganti e esuli, e contava circa 4000 uomini: i suoi abitanti furono deportati in Calabria dal console Mario Levino.
La sua identificazione è stata possibile grazie a diverse fonti storiografiche, sia greche che latine. Strabone sostiene che la città dista 30 miglia da Tindari, e 30 miglia da Halaesa, mentre l'Itinerarium Antonini dice che dista 28 miglia da Tindari.                                      Tolomeo la colloca nella punta settentrionale a est di Alontion. La maggior parte degli studiosi, a partire dal Fazellus, nel 1558, identifica l'antica città di Agathyrnum con il territorio di Capo d'Orlando.